# Леладзе, Киазо
Киа́зо Лела́дзе (латыш. Kiazo Leladze; род. 19 июля 1966, Рига) — латвийский арбитр категории ФИФА по мини-футболу, а также футбольный линейный судья национальной категории.

## Биография
В детстве Киазо Леладзе занимался футболом, но в 1985 году тренер предложил ему сходить на курсы футбольных арбитров. По завершении обучения, Киазо Леладзе начал свою судейскую карьеру. Позже у него был перерыв в сфере судейства, сроком 8 лет. Вернулся Киазо Леладзе в судейство через мини-футбол.
В 2002 году Киазо Леладзе была присвоена категория ФИФА по мини-футболу, а также национальная категория по футболу.
Киазо Леладзе неоднократно становился лучшим арбитром Латвийской любительской футбольной лиги (LAFL).
После окончания карьеры судьи с 2012 по 2016, а также с 2020 года — член судейского комитета ЛФФ, главный судья рижской федерации футбола.